# Koito
Gabriel Cardoni, conhecido como Koito (Roma, 13 de setembro de 1986) é um rapper e cantor italiano.

## Biografia
Gabriel Cardoni nasceu em Roma em 1986. Passou a infância no bairro de CasalBruciato (subúrbio oriental de Roma). 
Iniciou a sua carreira artística no início dos anos 2000, entrando no mundo do Rap aos 16 anos.
Em 2008 fundou o grupo SenzaRazza e em 2009 lançamento o álbum SenzaRazza Mixtape Vol.1 . 
Em 2010 Koito lançamento seu primeiro EP solo Help com o selo Chimica Recordz , seguido em 2011 pelo segundo mixtape com o grupo SenzaRazza o álbum SenzaRazza Mixtape Vol .2 , então em 2012 lançamento o Ep Remember The Name  e o Favole Moderne com o selo Chimica Recordz . 
Em 2014 o grupo SenzaRazza dissolve e Koito se lançou no uma carreira solo. No mesmo ano lança o álbum Tra Sogno e Realtà com o selo Chimica Recordz . 
Em 2016, em colaboração com o rapper de Abruzzo Buio, Koito lança o álbum Monet com o selo Deep Sound . 
Em 2020, ele lançou seu novo single Non ridi mai , .

## Discografia

### Solo
- 2010  : Help (Ep)
- 2012 : Favole Moderne
- 2014 : Tra Sogno e Realtà

### Com o SenzaRazza
- 2009 : SenzaRazza Mixtape Vol.1
- 2011 : SenzaRazza Mixtape Vol.2
- 2012 : Remember the name (Ep)

### Com Buio
- 2016 : Monet